# Antonija Mišura
Antonija Mišura, coniugata Sandrić (Sebenico, 19 maggio 1988), è un'ex cestista croata.

## Carriera
Con la Croazia ha disputato i Giochi olimpici di Londra 2012 e due edizioni dei Campionati europei (2011, 2013).